# Clostridium tyrobutyricum
Clostridium tyrobutyricum is een bacterie die boterzuur (butyraat) fermenteert.
Ze wordt vooral in harde en halfharde kaas bestreden omwille van de ranzige smaak die het gevormde boterzuur veroorzaakt. De groei van deze bacteriën kan worden voorkomen door de additie van nitraat in de pekel.